# 刮銼甲鯰
刮銼甲鯰，為輻鰭魚綱鯰形目甲鯰科的其中一種，為溫帶淡水魚，分布於南美洲巴西Laguna do Patos流域，體長可達13.9公分，棲息在沙泥底質的底層水域，生活習性不明。

## 扩展阅读
維基物種上的相關：刮銼甲鯰